# رید، لانکاشر
رید (به انگلیسی: Read) یک روستا و محله مدنی در بریتانیا است که در Ribble Valley واقع شده‌است. رید ۱٬۴۱۹ نفر جمعیت دارد.